# جیمز بنجامین داتون
جیمز بنجامین داتون (انگلیسی: James Dutton؛ زادهٔ ۲۱ فوریهٔ ۱۹۵۴) سپهبد بازنشسته سپاه تفنگداران دریایی سلطنتی است، که در فاصله سال‌های ۲۰۰۴ تا ۲۰۰۶ به‌عنوان بیست و سومین فرمانده سپاه تفنگداران دریایی سلطنتی فعالیت می‌کرد.
داتون افسر بازنشسته نیروی دریایی سلطنتی و فرماندار سابق جبل الطارق است. او در اوایل دوران کاری خود، قبل از فرماندهی تیپ ۴۰ کماندو، سمت‌های مختلفی در ستاد داشت. به عنوان سرتیپ، او دو سمت عالی‌رتبه در ستاد داشت - اولین سمت در وزارت دفاع در لندن، به عنوان مدیر سیاست ناتو و دومین سمت به عنوان رابط بریتانیا با پنتاگون، اندکی پس از حملات ۱۱ سپتامبر، که در برنامه‌ریزی برای حمله بعدی به افغانستان نقش داشت.
پس از برنامه‌ریزی برای حمله، داتون فرماندهی تیپ ۳ کماندو را که از قبل در افغانستان خدمت می‌کرد، برعهده گرفت. در سال ۲۰۰۳، او این تیپ را با پشتیبانی واحدهایی از ارتش بریتانیا و همچنین سپاه تفنگداران دریایی ایالات متحده، تا آغاز جنگ عراق رهبری کرد و داتون را به اولین افسر بریتانیایی تبدیل کرد که از زمان جنگ جهانی دوم فرماندهی نیروهای آمریکایی را برعهده داشت. او در روزهای اولیه جنگ، افراد خود را در برابر مقاومت شدید نیروهای عراقی فرماندهی کرد.
او به‌عنوان یک افسر ارشد، به مدت دو سال به‌عنوان فرمانده تفنگداران دریایی سلطنتی، رئیس حرفه‌ای تفنگداران دریایی سلطنتی و یک انتصاب دوگانه با فرمانده نیروهای آبی-خاکی بریتانیا خدمت کرد. داتون در سال ۲۰۰۵ در این سمت، برای فرماندهی لشکر چندملیتی (جنوب شرقی) به عراق بازگشت، جایی که با اظهارات صریح خود مبنی بر حمایت ایران از شورشیان در عراق، توجه رسانه‌ها را به خود جلب کرد. آخرین سمت میدانی او، به‌عنوان یک سپهبد، معاون فرمانده نیروهای بین‌المللی کمک به امنیت در افغانستان بود. او از سال ۲۰۰۸ تا ۲۰۰۹، در اوج شورش طالبان، این سمت را برعهده داشت و به ژنرال آمریکایی استنلی مک‌کریستال، فرمانده وقت آیساف، در طراحی مجدد استراتژی نظامی برای مبارزه با شورش کمک کرد. داتون در سال ۲۰۱۰ از ارتش بازنشسته شد. او بعداً به عنوان فرماندار جبل الطارق منصوب شد و در ۶ دسامبر ۲۰۱۳ به این سمت منصوب شد. او در سپتامبر ۲۰۱۵ زودتر از موعد از این سمت بازنشسته شد.